# Hans Heyer
Hans Heyer, nemški dirkač Formule 1, * 16. marec 1943, Mönchengladbach, Nemčija.
V svoji karieri je nastopil le na domači dirki za Veliko nagrado Nemčije v sezoni 1977. Na dirko se mu sicer ni uspelo kvalificirati, toda kljub temu je na dirki štartal, saj so njegovi rojaki ob progi domačega dirkališča Hockenheimring zamižali na obe očesi, ko je pripeljal svoj dirkalnik na začelje štartne vrste. Dirko je končal z odstopom v desetem krogu zaradi okvare menjalnika, FIA pa mu je še prepovedala dirkanje v Formuli 1.

## Popolni rezultati Formule 1
(legenda) (odebeljene dirke pomenijo najboljši štartni položaj, poševne pa najhitrejši krog, †-uvrščen kljub odstopu)
| Leto | Moštvo          | Šasija     | Motor       | 1   | 2   | 3   | 4    | 5   | 6   | 7   | 8   | 9   | 10 | 11      | 12  | 13  | 14  | 15  | 16  | 17  | Prv | Toč |
| ---- | --------------- | ---------- | ----------- | --- | --- | --- | ---- | --- | --- | --- | --- | --- | -- | ------- | --- | --- | --- | --- | --- | --- | --- | --- |
| 1977 | ATS Racing Team | Penske PC4 | Cosworth V8 | ARG | BRA | JAR | ZZDA | ŠPA | MON | BEL | ŠVE | FRA | VB | NEM Ret | AVT | NIZ | ITA | ZDA | KAN | JAP | -   | 0   |